# جون دونكان ماكفي
جون دونكان ماكفي هو طبيب كندي، ولد في 21 يونيو 1894 في رامارا في كندا، وتوفي في 2 ديسمبر 1953 في Port McNicoll, Ontario ‏ في كندا.